# Територіальна еволюція Болівії
Болівія виникла на географічній основі Чаркаської провінції, території, на якій розташовувалася Королівська аудієнсія Чаркаса, а також на правовій основі королівських та колоніальних положень до 1810 року.
За резолюціями Дорадчої асамблеї від 6, 7, 11 та 17 серпня 1825 року після указу Генерального конституційного конгресу Буенос-Айреса від 9 травня 1825 року, який проголосив, що чотири провінції Верхнього Перу, що складали віце-королівство Ріо-де-ла-Плата, повинні бути повністю вільними вирішувати свою долю, виникла нова національність, емансипована від Королівської корони та згодом організована. Саме тоді її кордони були визначені на півночі від витоків річки Яварі, включаючи Лампу та Аполобамбу, до впадіння річки Мадейра. На півдні до провінцій Сальта (оскаржувана Таріхою, приєднана до цієї провінції королем 17 лютого 1807 року), Тольдос та Центральний Чако, на сході до території Мату-Гросу, розмежованої річками Мадера, Ітенес або Гуапоре та Парагвай. На заході до Тихого океану, включаючи узбережжя Болівії.
Болівія стала сучасною державою з п'ятьма провінціями: Потосі, Чаркас, Кочабамба, Ла-Пас і Санта-Крус, а також кількома національними територіями. У 1825 році, за часів уряду маршала Антоніо Хосе де Сукре, п'ять провінцій були перетворені на п'ять департаментів, які потім були розділені на провінції та кантони.

## Загальні положення

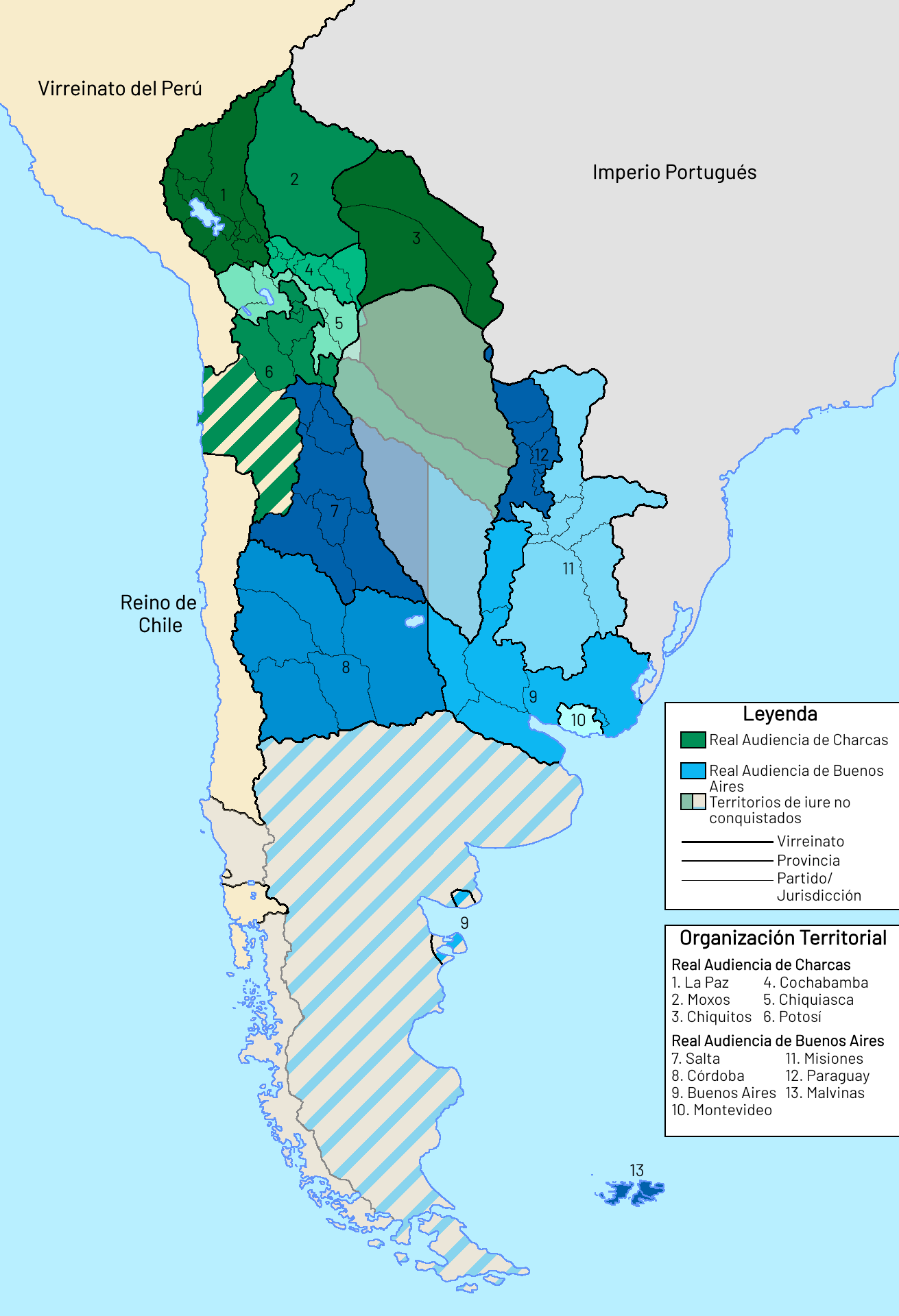
У відтінках зеленого — Королівська аудієнсія Чаркаса.

Наразі площа Болівії становить 1 098 581 км², що ставить її на п'яте місце серед країн Південної Америки.
На момент здобуття незалежності Болівія мала 2 363 769 км². Відносно до його сучасної території різниця становить 1 265 188 км², що трохи більше ніж у 1,15 рази.

## Зміни, внесені через територіальні війни та дипломатичними каналами

### Східні межі
Згідно з принципом uti possidetis, східні кордони з Бразилією відповідали кордонам віце-королівства Ріо-де-ла-Плата в губернаторствах Чікітос та Моксос; тобто, близько 1825 року кордони Болівії з Бразилією проходили б — з півночі на південь — долинами річок Мадера, Ітенес, Яуру та Парагвай, з невеликим сухим кордоном у районі під назвою Серере між витоками Ітенес та Яуру. В останні роки іспанського панування роялістський губернатор-інтендант Чікітос вимагав анексії всього регіону Чікітос до Сполученого Королівства Португалії, Бразилії та Алгарве. Загроза нападу військ під командуванням Болівара та той факт, що португальсько-бразильці повинні були одночасно зіткнутися з опором Східної провінції та неминучою війною з Аргентиною, спонукали португальців та бразильців повернути більшу частину регіону, який вони окупували, новій болівійській державі, зберігаючи при цьому території на захід і південь від вищезгаданих річок. Дійсно, після 1825 року Бразилія закріпила свої сухі геодезичні кордони на північному сході Північного Чако, і ситуація ще більше ускладнилася тим фактом, що в 1811 році держава Парагвай претендувала на значну частину самого Північного Чако.

#### Акрі
Територія Акрі спочатку мала площу близько 355 242 км² (якщо брати до уваги східні та північні кордони 1825 року, які пролягали приблизно по 7° південної широти від витоків Яварі до долини Мадера). Але територія Акре також була предметом суперечки з Перу до бразильської окупації.
Болівійський президент Маріано Мельгарехобуквально подарував Бразилії 102 400 км² північно-східної частини штату Акрі, підписавши 23 листопада 1867 року Аякучоський договір. Після цієї передачі територій, які стали частиною бразильської Амазонії, Болівія все ще зберігала значну частину території (її східні кордони були геодезичною межею), яка доходила до витоків Яварі; ця територія була частиною Болівії до 1903 року, а після війни стала більшою частиною сучасної бразильської Акрі.
У 1903 році під час війни за Акрі територія Акрі була втрачена. У цій війні загинуло 187 осіб. 830 км². Бразилію цікавили багатства регіону Акра, головним чином каучуковий бум.
Договір був підписаний за правління Хосе Мануеля Пандо і спочатку називався modus vivendi. Спірна територія Акре була передана після підписання договору в бразильському місті Петрополіс.
У 1903 році Болівія поступилася 187 830 км² за 2 000 000 фунтів стерлінгів плюс будівництво залізниці від порту Сан-Антоніо на річці Мадера до Гуаярамеріна на річці Маморе з відгалуженням до Вілла-Белла.
Згідно з договором від 17 листопада 1903 року, Бразилія лише частково виконала зобов'язання щодо будівництва залізниці в 1912 році, оскільки не змогла дістатися до міста Ріберальта через особливості рельєфу місцевості. Це коштувало Бразилії 33 мільйони доларів США та життя 3 600 бразильських робітників. Залізниця, яка отримала назву Estrada de Ferro Madeira-Mamoré, функціонувала до 1972 року, коли її було закрито через економічну невигідність для обох країн. Цей договір був згодом змінений договорами 1928 і 1938 років, в яких зазначалися зобов'язання, які Бразилія завжди виконувала. В результаті Болівія втратила всю свою територію площею 490 430 км².

### ЗПеру
Після численних переговорів щодо досягнення угоди про кордони між Перу та Болівією, 1902 року обидві країни звернулися до арбітражу Аргентини. Давня суперечка між аудієнсією Чаркас (яка приблизно відповідала території Болівії) та віцекоролівством Перу (Перу); незважаючи на арбітражне рішення Аргентини 1909 року, яке, під впливом інтересів суперництва з Бразилією, закінчилося рішенням на користь Перу і зачепило болівійські території, які не були предметом суперечки, яку Перу намагалося відстояти, що спричинило нові суперечки.
Відмова Болівії визнати арбітражне рішення призвела до розриву відносин з Аргентиною, а Перу заявила, що невизнання рішення буде розглядатися як оголошення війни.
Обидві країни безпосередньо порозумілися, і в 1909 році було підписано договір, за яким Болівія остаточно передала Перу близько 250 000 км² у зоні виробництва хініну, що включала басейни річок Мадре-де-Дьйос та Пурус в Амазонії. Ця угода була відома як Договір Поло-Бустаманте, підписаний Солоном Поло та Даніелем Санчесом Бустаманте в місті Ла-Пас.
Угода супроводжувалася військовими інцидентами в регіонах Мануріпі та Тамбопата, в яких вперше взяли участь корінні жителі Амазонії з обох держав. Відбулися бої, такі як звільнення Пуерто-Хіта (серпень 1910 р.), де болівійці евакуювали форт Хіт при наближенні перуанців, та 15 вересня 1910 року, коли 150 перуанських солдатів за підтримки підкріплення з корінних народів чамас і кампас атакували болівійський форт Абароа, розташований на правому березі Мануріпі, який захищали 20 болівійських солдатів. Врешті-решт перуанські війська зайняли цей форт і завоювали цю територію.
Після завершення Мануріпської кампанії, цей факт має дуже особливу деталь, оскільки територія, яку захищав капітан Ліно Ечеверія два місяці тому, була передана Перу за договором 1909 року урядом, за яким також було втрачено регіон Пурус площею 250 000 км², але про це йому не повідомили ні уряд, ні його начальство, виконуючи свій обов'язок, він не вагаючись пожертвував своїм життям.

### ЗПарагваєм
До 1930 року Болівія претендувала майже на всю територію Чако Бореаль площею близько 598 000 км². Однак, після Чакської війни, в якій Парагвай переміг Болівію, за ним залишилося приблизно 325 000 км² цієї території (це не враховуючи східних земель, які Болівія передала Бразилії у 1825, 1903 та 1925 роках). Натомість Болівія отримала доступ до річки Парагвай та селища Пуерто-Касадо, що раніше належало Парагваю.

### ЗАргентиною
Аргентинська конфедерація претендувала на права над округом Таріха, але еліти Чапака (Таріха) перед громадянською війною в Аргентині і наслідковою бідністю, що тоді панували в Аргентині (Аргентино-бразильська війна), висловили бажання приєднатися до Болівії і врешті-решт це зробили. Це було однією з причин, що спровокували ворожнечу проти перуансько-болівійського уряду Андреса де Санта-Крус. Проте, армія Конфедерації 11 червня 1838 року розгромила аргентинські війська в Іруї, Хумахуаціа також у Монтенегро 24 червня того ж року, після чого вторглася на територію Аргентини, яку згодом було повернуто через неможливість утримати ці території під своєю владою, таким чином закріпивши Перуано-болівійську конфедерацію та статус Таріхи як болівійської території.
Після розпаду Перуансько-Болівійської конфедерації територія Таріхи перейшла під військовий контроль Болівії, але Аргентина продовжувала претендувати на неї аж до 1889 року, коли Болівія, не маючи можливості утримувати окуповані військами території, повернула їх Аргентині. Врешті-решт частина Пуна-де-Атакама була передана Аргентині дипломатичним шляхом.
У 1889 році Болівія, зазнавши поразки від Чилі в Тихоокеанській війні та втративши майже всю територіальну цілісність з Пуна-де-Атакама, яка була майже повністю окупована Чилі, підписала з Аргентиною договір Кірно Коста — Вака Гусман. За цим договором Болівія визнала близько 90 000 км² (всю Пуну-де-Атакама) частиною Аргентини, а Аргентина, своєю чергою, остаточно визнала Таріху болівійською територією. У 1925 році, в результаті уточнення кордонів (оскільки після попереднього договору вважалося, що всі прикордонні території в Чако на північ від 22° пд. ш. будуть болівійськими), Болівія отримала контроль над клином Якуїба та територією Хунтас-де-Сан-Антоніо.

### ЗЧилі

Атакамська територіальна суперечка між Болівією та Чилі.

За часів Іспанської імперії безлюдна Атакама була частиною округу Копіапо генерал-капітанства Чилі, а річка Лоа була кордоном між Перу та Чилі.
Після підписання незалежності нової Республіки Болівія Сімон Болівар направив до Конституційного конгресу Болівії свою першу Конституцію, стаття 3 якої встановлює Болівію як країну без виходу до моря, вказуючи, що: «Територія Республіки Болівія охоплює департаменти Потосі, Чукісака, Ла-Пас, Санта-Крус, Кочабамба та Оруро».
Тоді Болівар запропонував створити порт для новоствореної Болівійської держави. Спочатку розглядався порт Аріка; однак, коли переговори з Перу щодо цесії провалилися, уряд Болівії доручив це завдання полковнику Франсіско Бердетту О'Коннору, який обрав порт Кобіха (колишнє поселення Чанго) через його географічні умови, невеликий півострів та бухту, захищену від вітрів. Перше поселення на цьому місці датується 1578 роком, коли воно функціонувало як прибережний порт для королівської аудієнсії Чаркас.

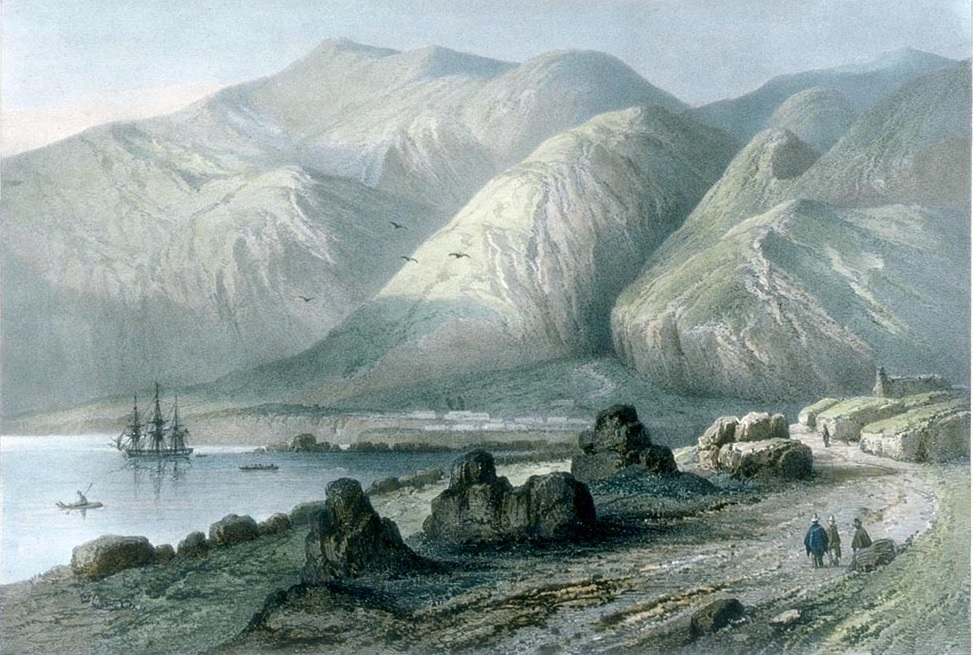
Порт Кобіха (1841).

Згідно з указом генерала Сукре, 25 грудня 1825 року болівійська держава визнала Кобіджу національним портом. Він отримав назву Ла-Мар, що як зазначено в указі про його затвердження було «справедливою винагородою за заслуги великого маршала дона Хосе де Ла-Мара, переможця в Аякучо».
У 1827 році в Кобіха було піднято болівійський прапор. У 1831 році Болівія прийняла нову Конституцію, яка додала прибережну провінцію Таріха. У 1843 році новою хартією було додано округ Кобіха.
1 липня 1829 року президент Андрес де Санта-Крус своїм указом зробив Атакаму незалежною провінцією з губернатором, який безпосередньо звітував перед президентом, і яка називалася Літораль, таким чином досягнувши ієрархії вищої за звичайну провінцію, але нижчої за департамент. У 1839 році президент Хосе Мігель де Веласко підвищив ранг провінції Літораль до округу з префектом.
Приєднання Кобіхи до Болівії було визнано Чилі незаконним, і вона визнала окупацію лише за договором про кордон 1866 року. Кордон між Чилі та Болівією був встановлений по 24-й паралелі, але створюючи зону спільних інтересів між 23° та 25° південної широти.
Згодом було підписано договір 1874 року, який встановив остаточну межу між Болівією та Чилі на 24-му паралелі, за умови, що протягом 25 років не будуть вводитися нові податки для численних чилійських громадян та підприємств, які проживають у цій зоні.
У 1875 році столицю департаменту було перенесено з Кобіхи до Антофагасти.
23 лютого 1878 року законом було створено провінцію Лоа, розташовану на півночі департаменту. Було визначено, що її столицею стане порт Токопілья.
У 1879 році Болівія втратила свій десятий департамент — департамент Літораль, який відійшов до Чилі. За договором 1904 року, Болівія остаточно відмовилася від своїх претензій на узбережжя. Загальна площа території, яку Болівія втратила в цій війні, становила 120 000 км².